# Daphne Zuniga
Daphne Eurydice Zuniga (Berkeley, California; 28 de octubre de 1962) es una actriz de cine y televisión estadounidense.

## Biografía

### Sus comienzos
Es hija de un profesor emérito de filosofía guatemalteco y una ministra de la congregación unitariana, quienes se separaron cuando Daphne era una niña. A los 15 años se mudó con su madre a Vermont, donde se graduó en la Woodstock Union High School en 1980. 
Estudió actuación en el American Conservatory Theatre de San Francisco, California, y terminó sus estudios en el Departamento de Artes Teatrales de la Universidad de California, Los Ángeles (UCLA).

### Carrera
Su debut como actriz tuvo lugar en 1982 con su aparición en el film The Dorm That Dripped Blood. Luego aparece en la serie Quarterback Princess (1983) y, en 1984, en dos episodios de la comedia de televisión Enredos de familia. En 1989 fue coprotagonista de La mosca 2. Entre 1985 y 1991, participa en una docena de series y en películas como Loco por ti, Juegos de amor en la universidad y la parodia La loca historia de las galaxias; pero no sería hasta su aparición en la serie de televisión Melrose Place (1992) cuando realmente alcanzaría la fama interpretando a Jo Reynolds, una bella fotógrafa.
Después del éxito de Melrose Place, interpretó a Jo en la efímera serie Models, que intentó continuar con el éxito de su personaje, sin lograrlo. 
En 1996 abandonó Melrose Place en su cuarta temporada y protagonizó El reloj de Pandora (1996) y Falta de confianza (1997). Desde finales de los años 1990 aparece como actriz invitada en las series Spin City, Más allá del límite, Ley y orden: Unidad de víctimas especiales, Eve y American Dreams.

### Década del 2000 en adelante
En 2005 protagoniza la serie Beautiful People, una producción de Aaron Spelling, en la que interpreta a Lynn Kerr, una madre soltera con dos hijas, Sophie (Sarah Foret), de 16 años, y Karen (Torrey DeVitto), de 18 años, quienes abandonan la tranquilidad del pequeño pueblo de Esperanza, Nuevo México, para mudarse a Nueva York. La serie fue cancelada después de su primera temporada en Estados Unidos.
En 2006 estrenó The Obsession, la comedia Christmas Do-Over y la película de bajo presupuesto A-List. También ha colaborado en programas documentales como Intimate Portrait (2003), I Love the '90s (2003) y When Melrose Place Ruled the World (2004). Además, en 2005 fue entrevistada para la edición en DVD de La loca historia de las galaxias.
En 2008 se incorporó a la serie One Tree Hill, interpretando a la cruel y egocéntrica madre de Brooke Davis, una de las protagonistas de tal serie.

### Vida personal
Daphne está casada con Billy Marti desde 1995.
Daphne Zuniga fue víctima de envenenamiento por mercurio, el cual fue el resultado directo de su consumo diario de pescado. Daphne admitió que consumía sushi 4 veces a la semana. Dentro de los síntomas cuentan la pérdida de memoria, dolores de cabeza, lagrimeo, irritación de la piel y depresión. Tras consultar con varios médicos, dejó de consumir pescado y liberó su sistema de mercurio mediante el proceso denominado protocolo de Cutler. 
En su tiempo libre le gustaba pasear en su moto Harley-Davidson y meditar. La moto ya la vendió. Dice que lo de la moto fue durante una adolescencia tardía.
Es devota de la conservación del planeta. Es miembro fundador de Earth Communications Office (ECO), una organización que sustenta el poder de la comunidad del entretenimiento y el movimiento ambientalista. 
Recientemente ha dirigido sus esfuerzos a problemas ambientales en comunidades hispanas, donde el asma infantil es una epidemia.

## Filmografía

### Cine y televisión
- Gone Missing (2013, película)... Rene
- Changing Hearts (2012, telefilm)... Christina Riley
- On Strike for Christmas (2010, Telefim)... Joy Robertson
- A Family Thanksgiving (2010, telefilm) ... Claudia
- Melrose Place (2009, serie de televisión) ....  como Jo Raynolds
- One Tree Hill (2008, serie de televisión) .... como Victoria Davis
- Christmas Do-Over (2006, telefilm) .... como Jill
- The Obsession (2006, telefilm) .... como Deborah Matthews
- Beautiful People (2005-2006, serie de televisión) .... como Lynn Kerr
- American Dreams (2004-2005, serie de televisión) ... como Shelly Pierce
- Secret Lives (2005). como Jill Thompson
- A-List (2005) (vídeo). como Tina
- Ghost Dog: A Detective Tail (2003) (TV).... como Amanda Morton
- Enemies of Laughter (2000, vídeo).... como Judy Kravitz
- Artificial Lies (2000). Karen Wettering
- Stories from My Childhood (1998, serie de televisión animada) .... voz
- Stand-ins (1997). como Shirley-Doble de Greta Garbo
- Loss of Faith (1997, Falta de confianza- telefilm) .... como Claire
- Naked in the Cold Sun (1997).... como Rini
- Pandora's Clock (1996, El reloj de Pandora - miniserie) .... como Dra. Roni Sanders
- Degree of Guilt (1995, miniserie) .... como Teresa Peralta
- Charlie's Ghost Story (1994). como Ronda
- Cityscrapes: Los Angeles (1994).... como Chantal
- Eight Hundred Leagues Down the Amazon (1993). Minha
- Melrose Place (1992-1996, serie de televisión). Jo Reynolds
- Mad at the Moon (1992).... como joven Mrs. Miller
- Prey of the Chameleon (1992, La presa del camaleón) .... Patricia/Elizabeth Burrows
- The Eyes of the Panther (1990) .... como Irene Marlowe
- Gross Anatomy (1989) .... como Laurie Rorbach
- Staying Together (1989) .... como Beverly Young
- The Fly II (1989, La mosca II) .... como Beth Logan
- Last Rites (1988) .... como Angela
- Spaceballs (1987) .... como Princesa Vespa
- Modern Girls (1986) .... como Margo
- Stone Pillow (1985) ... como Carrie Lang
- The Sure Thing (1985) .... como Alison Bradbury
- Vision Quest (1985) .... como Margie Epstein
- Quarterback Princess (1984) .... como Kim Maida
- La iniciación (1984) .... como Kelly (Terry)
- La mansión ensangrentada (1982) .... como Debbie